# K-Wagen (Kamm-Wagen)

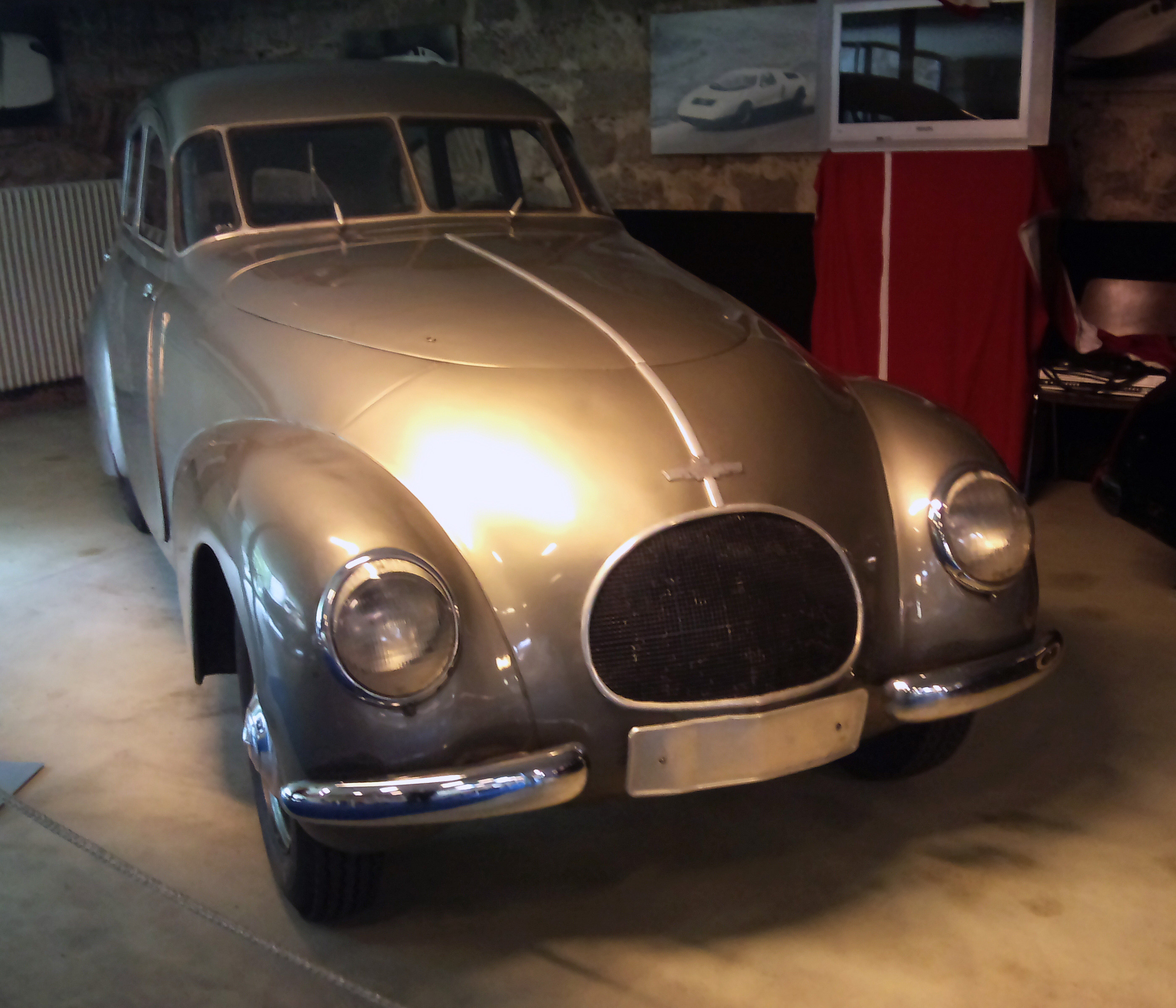
Kamm-Wagen K3 auf Basis eines Mercedes-Benz 170 V

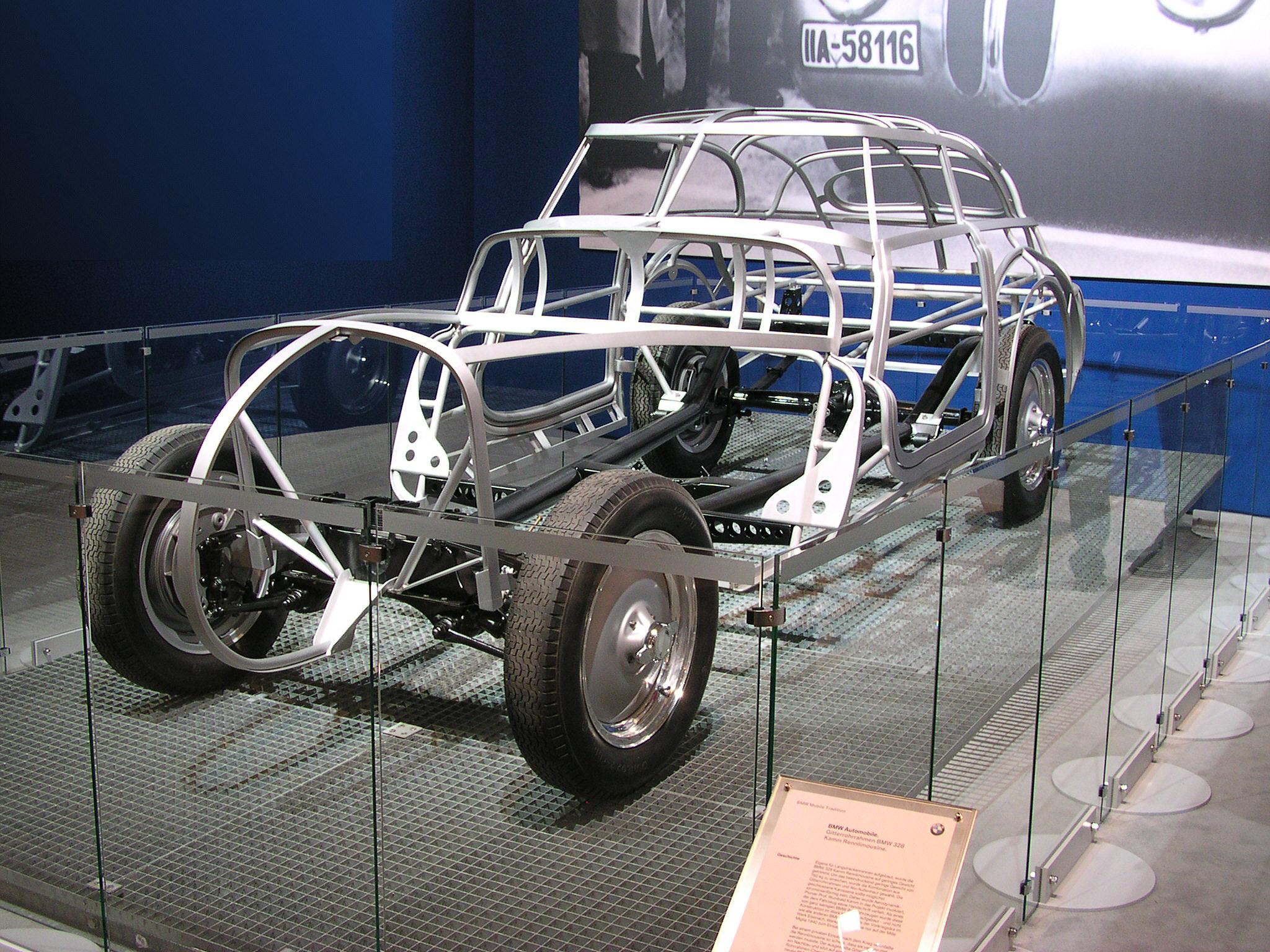
Rohrrahmen (schwarz) mit Karosserieskelett (hell) eines Nachbaus des Kamm-Wagens K4 auf der Techno-Classica 2007

Der K-Wagen (Kamm-Wagen) ist ein von Wunibald Kamm entwickelter verbrauchsreduzierter Forschungs-Pkw mit luftwiderstandsarmer Formgebung, von dem am Forschungsinstitut für Kraftfahrwesen und Fahrzeugmotoren Stuttgart (FKFS) in den Jahren 1938–1941 vier Exemplare hergestellt wurden. Die Fahrzeuge hatten ein halb-tropfenförmiges Profil mit verkürztem Heck (sogenanntes K-Heck) und deutlichem seitlichen Heckeinzug. Außer den aerodynamischen Besonderheiten mit Luftwiderstandsbeiwerten bis hinab zu 0,23 (damalige Serienfahrzeuge hatten Werte um 0,5 bis 0,6) sind unter anderem zu nennen: 
- automatische Reifendruckanpassung (zur Rollwiderstandsreduzierung)
- Schnellgang (geringere Motordrehzahl zur Verbrauchsreduzierung)
- Gemischabmagerung der Motoren bei Autobahngeschwindigkeit (ebenfalls zur Verbrauchsreduzierung)

Bekanntester Kamm-Wagen, zugleich derjenige mit dem günstigsten {\displaystyle c_{w}}-Wert von 0,23 war der BMW K1 aus dem Jahr 1938/39; Basis war ein Vorserien-Chassis des BMW 335. Ebenfalls auf dem BMW 335 basierte der BMW K4 aus dem Jahr 1939/40.